# ТВ-O-100

Разрезной макет двигателя ТВ-0-100 (фото из музея ОАО "ОМКБ").

ТВ-O-100 — малогабаритный модульный турбовальный/турбовинтовой двигатель. Разработан в 1982—1991-х годах Омским Моторостроительным Конструкторским Бюро (ОАО «ОМКБ») совместно с ОАО АМНТК «Союз». Предназначен для установки на многоцелевой вертолёт ОКБ Камова Ка-126.

## История
В 1981-м году ОМКБ вошло в состав АМНТК «Союз». С 1982-го года начинается совместная разработка турбовального двигателя ТВ-0-100 для многоцелевого вертолёта Ка-126.
Группы конструкторов из ОМКБ и АМНТК «Союз» разработали два эскизных проекта. На обсуждение совместного научно-технического совета ОМКБ представило компоновку двигателя с осецентробежным компрессором, кольцевой полупетлевой камерой сгорания и вращающейся форсункой — традиционными для себя элементами. АМНТК «Союз» предложило компоновку по типу двигателя Turbomeca TM-333. По настоянию «Союза» утверждается для разработки именно эта схема двигателя. В итоге начинается разработка нового двигателя мощностью 700 л.с. под шифром «Изделие 39» и наименованием «ТВ-0-100». Также начинается проработка турбовинтового варианта — ТВ-Д-100 с двухступенчатым редуктором и номинальной мощностью 710 л.с. (539 кВт), рассчитанного на применение воздушных винтов как тянущего, так и толкающего типа.
Разработка двигателя шла очень трудно — ОМКБ столкнулось с большим количеством дефектов, не встречающихся ранее в их практике. Виной этому была нетрадиционная для ОМКБ схема двигателя. Разработка и доводка двигателя затянулись.
В 1988-м году совершил свой первый полёт вертолёт Ка-126 с двигателем ТВ-0-100. Двигатель сертифицирован в 1989-м году. Всего до 1991-го года на опытном производстве ОМКБ было изготовлено 32 двигателя ТВ-0-100. Общая наработка двигателей к началу 1991 года составляла 6000 часов, из них в составе вертолёта Ка-126 — более 1000 часов.
Двигатель предполагалось передать в Румынию для серийного производства. Однако из-за последовавшего распада СЭВ и прекращения финансирования все работы по двигателю ТВ-0-100 были заморожены.
Силами ОМКБ конструкторская проработка двигателя продолжилась. Так, был разработан газогенератор, позволяющий повысить мощность двигателя до 830 л.с (619 кВт) при степени повышения давления 10,2. Обновлённый двигатель получил обозначение «ТВ-0-100Ф», а его турбовинтовой вариант — «ТВ-Д-100Ф».
В настоящее время двигатель ТВ-0-100 и его модификации не производятся из-за отсутствия заказов.

## Характеристики двигателя ТВ-0-100

### Особенности двигателя
- Малогабаритный турбовальный двигатель со свободной турбиной.
- Модульная конструкция.
- Дублирование всех основных систем.
- Газогенератор — регулируемый осецентробежный компрессор (две осевые ступени и одна центробежная, степень повышения давления — 9,2) и осевая одноступенчатая неохлаждаемая турбина.
- Кольцевая противоточная камера сгорания с двумя контурами топливных форсунок.
- Одноступенчатая осевая свободная турбина; вывод мощности — вперёд через полый вал газогенератора.
- Редуктор (объединён с приводами в одном корпусе) со встроенным гидромеханическим измерителем крутящего момента и муфтой свободного хода на выводном валу.
- Автономная замкнутая маслосистема (имеется аварийная маслосистема).
- Двухканальная (дублированная) электронная цифровая система автоматического регулирования и управления адаптивного типа с гидромеханической исполнительной частью (имеется упрощённое гидромеханическое управление типа «шаг-газ» на случай полного отключения электронной части).
- Встроенное (съёмное) пылезащитное устройство инерционного типа.
- Запуск от электростартера.
- Питание от бортовых аккумуляторов или аэродромного источника постоянного тока напряжением 27 В.

### Технические данные ТВ-0-100
- Мощность:
  - Взлётный режим - 720 л.с. (537 кВт).
  - Полётная - 700 л.с. (522 кВт).
  - Крейсерская - 460 л.с. (343 кВт).
- Удельный расход топлива — 0,255 кг/(л.с.ч.).
- Частота вращения выводного вала - 6000 об/мин.
- Габаритные размеры:
  - Длина - 1275 мм.
  - Высота - 735 мм.
  - Ширина - 780 мм.
- Сухой вес — 160 кг.
- Используемое топливо — Т-1 (авиационный керосин).

## Объекты, куда может устанавливаться двигатель
ТВ-0-100:
- Ка-126.

ТВ-Д-100:
- Аэропрогресс Т-610.

## Подобные двигатели
- ВК-800 (ОАО «Климов»).
- TM-333 (Turbomeca).